# André Thevet
André Thevet (Angoulême, 1516 – Parigi, 23 novembre 1590) è stato uno scrittore ed esploratore francese.

## Biografia
Frate francescano francese, cosmografo e scrittore. Finanziato dal cardinale Giovanni di Lorena, nel 1549 compì un viaggio nei paesi del Mediterraneo orientale, visitando Creta e le isole dell'Egeo e si trattenne due anni a Costantinopoli. Nel 1552, lasciata la città, partì per l'Egitto e si recò sul Monte Sinai, quindi visitò la Palestina e la Siria. Tornato in Francia nel 1554, pubblicò il resoconto dei suoi viaggi con il titolo Cosmographie du Levant (Cosmografia del Levante).
Poco dopo compì un viaggio in Brasile per il quale divenne celebre descrivendolo nel suo Les Singularitez de la France Antarctique, autrement nommee Amerique: (et) de plusieurs Terres (et) isles decouvertes de nostre Temps (Le singolarità della Francia Antartica, altrimenti detta America: e di numerose Terre e isole scoperte ai nostri tempi - 1557). A suo dire la terra australe pullulava di unicorni e nei pressi di Terranova vi era l'isola dei Demoni, abitata da creature demoniache urlanti. I suoi scritti venivano considerati esagerati e mendaci.